# Panini Football League
Panini Football League（パニーニフットボールリーグ）は、バンダイが運営する、トレーディングカードを使ったオンラインゲーム。ブラウザゲームであり、クライアントのダウンロードは必要ない。スマートフォンからもプレイ可能だった。基本プレイ料金は無料。

## 概要
ヨーロッパと中南米のサッカークラブの選手をカードにして、公式サイトで登録して自由にメンバーを組み、オンラインで対戦が楽しめるサッカーゲームであった。運営システムはプロ野球オーナーズリーグと同じものが用いられていた。
選手カードは3枚入りのパックと、2枚入りのブースター、1枚入りのウエハースがあり、カードショップや一部のコンビニエンスストアで販売されていた。
2016年9月23日(金)をもってサービスの提供を終了。

## ゲームの流れ
ID登録
バンダイナムコIDを取得していない場合は、先に取得しておく必要がある。プロ野球オーナーズリーグのものでも良い。
クラブオーナー登録
公式サイトにバンダイナムコIDでログインする。最初にログインした後にはレンタルカードが配布される。
選手登録
カードの裏面に記載された16桁のシリアルコードを公式サイト上で入力することで選手を登録する。試合に使用する選手は最大150名まで登録可能。（シリアルコードの違う）同じ選手を重ねて登録して、選手を強化することも可能。
チーム編成
登録したカードでクラブのメンバーやフォーメーションを編成する。メンバーの組み合わせで様々な「コンボ」を作ることができる。試合の戦術や試合中の選手交代方針も決定できる。また、クラブの名前、エンブレムやプレイヤーのアバターも、素材パーツの組み合わせで作成可能（必ずしも最初に行う必要はない）。
試合
いつでも行えるエキジビジョンマッチや、最大100クラブのリーグ戦、そしてカップ戦に参加して試合を行う。試合は全自動であり、プレイヤーは観戦するだけである。

## カード
2014年4月現在で第6弾まで発売されている。選手の写真はイタリアのトレーディングカード会社であるパニーニ社が権利を持つ写真が用いられている。
毎日12時と20時に、レンタルカードを1枚引くことができる。レンタルカードは最大25枚まで持つことが可能。
プロ野球オーナーズリーグと同様に、選手のコンディションは実際の選手のコンディションに合わせて週2回更新されていた。

### 登場クラブ
- FCバルセロナ
- レアル・マドリード
- バレンシアCF

- ボルシア・ドルトムント
- バイエルン・ミュンヘン
- バイエル・レバークーゼン

- ユベントス
- ACミラン
- インテル・ミラノ
- ASローマ

- マンチェスター・ユナイテッド
- チェルシーFC
- パリ・サンジェルマンFC
- アヤックス・アムステルダム

- ボカ・ジュニアーズ
- サントスFC
- クルブ・アメリカ

- 日本代表

### レアリティ
選手カードには以下のレアリティがある。レンタルカードではSUPERまでのカードが出るようになっている。（ただし、試合に勝利したりカードを登録してポイントを溜めると、それ以上のグレードのカードも出る「レンタルカードS」を引くことができる）
- REGULAR
- JAPAN REGULAR
- STAR
- JAPAN STAR
- STAR+
- JAPAN STAR+
- SUPER
- BANDIERA
- CRAQUE
- LEGEND
- LIVING LEGEND
- PREMIUM LEGEND

また、レアリティとは別に、各カードには使用コストがあり、リーグやカップ戦の参加条件に関わってくる。

## エキジビジョンマッチ
いつでも行える練習試合である。クラブの実力に合わせた相手と対戦ができる。
エキシビジョンマッチではコスト等の規制は使われない。

## リーグ戦
最大100クラブで行われるリーグ戦で、自分でリーグを作ることもできる。リーグが開催中でなければ、加入や脱退は自由。リーグにはそれぞれ使用コストや制限カードなどのレギュレーションがある。

## カップ戦
年数回、グループリーグとトーナメントで構成されるカップ戦が開催される。成績により、実際のカードを注文できる「チケット」が賞品として授与される。
誰でも参加出来る。